# Валмір Луруз
Валмір Луруз (порт. Valmir Louruz, 13 березня 1944, Порту-Алегрі — 29 квітня 2015) — бразильський футбольний тренер, відомий роботою з низкою бразильських та іноземних клубних команд, а також збірною Кувейту. 

## Кар'єра тренера
Розпочав тренерську кар'єру 1980 року, очоливши тренерський штаб клубу «Жувентуде». Наступного року тренував «Пелотас», після чого очолив команду «ССА Масейо», яку привів до перемоги у Лізі Алагоано 1981 року.
Протягом решти 1980-х встиг попрацювати із низкою бразильських клубних команд, після чого отримав запрошення з Кувейту, де протягом 1990–1993 років опікувався місцевими збірними командами. Керував діями олімпійської збірної країни під час футбольного турніру Олімпіади-1992, де кувейтці програли усі три матчі групового етапу.
Повернувшись на батьківщину, 1994 року очолив тренерський штаб «Санта-Круза» (Ресіфі), після чого протягом наступних 15 років активно працював на клубному рівні, встигнувши потренувати десяток бразильських команд, а також японських «Джубіло Івата» у 1998 та саудівський «Аль-Аглі» протягом 2003–2005 років.
Останнім місцем тренерської роботи Валміра Луруза був клуб КРБ, головним тренером команди якого він був протягом 2009 року.
Помер 29 квітня 2015 року на 72-му році життя.

## Титули і досягнення
- Переможець Ліги Алагоано (1):

«ССА Масейо»: 1981
- Переможець Ліги Баїяно (1):

«Віторія» (Салвадор): 1989
- Володар Кубка Джей-ліги (1):

«Джубіло Івата»: 1998
- Володар Кубка Бразилії (1):

«Жувентуде»: 1999